# Narkotikaklassade läkemedel
Narkotikaklassade läkemedel är läkemedel som får försäljas på recept, vilka är narkotiska, det vill säga antingen är starkt beroendeframkallande eller fungerar euforiskt genom att påverka centrala nervsystemet. I Sverige beslutar Läkemedelsverket om narkotikaklassning, men vilka läkemedel som har klassningen varierar från land till land liksom vilka preparat som säljs som läkemedel.
Narkotikaklassade läkemedel får skrivas ut av personer med förskrivningsrätt. Om förskrivningen följer rekommendationer är risken liten att någon ska bli läkemedelsberoende. Vid narkotikaklassningen förtecknas preparatet med en av fem kategorier, utifrån dess användbarhet som läkemedel och hur beroendeframkallande det är. Flera av dessa läkemedel används inom psykiatrin och kirurgin.
Sådana läkemedel säljs också illegalt och missbrukas på grund av deras psykoaktiva verkan. Det förekommer så kallade överförskrivningar, när läkare skriver ut narkotiska läkemedel till missbrukare eller för vidareförsäljning, vilket delvis förklarar den illegala handeln. 
Missbruk av narkotikaklassade läkemedel kallas läkemedelsmissbruk, och är ett slags substansmissbruk. Det kan förekomma som blandmissbruk.